# Greenville (Misisipi)
Greenville es una ciudad situada en el estado de Misisipi, en los Estados Unidos. Es sede del condado de Washington. En el año 2000 tiene una población de 41.633 habitantes en una superficie de 71.6 km², con una densidad poblacional de 1548,8 personas por km². Está ubicada en la ribera izquierda del río Misisipi, que la separa de Arkansas.

## Geografía
Greenville se encuentra ubicada en las coordenadas 33°23′55″N 91°2′54″O / 33.39861, -91.04833. Según la Oficina del Censo, la ciudad tiene un área total de 71,6 km² (27,6 mi²), de la cual 69,6 km² (26,9 mi²) es tierra y 2 km² (0,8 mi²) es agua.

## Demografía
Para el censo de 2000, había 41.633 personas, 14.784 hogares y 10.422 familias en la ciudad. La densidad de población era 1548,8 hab/km².
En el 2000 la renta per cápita promedia del hogar era de $ 25.928 y el ingreso promedio para una familia era de $30.788. El ingreso per cápita para la localidad era de $13.992. En 2000 los hombres tenían un ingreso per cápita de $29.801 contra $20.707 para las mujeres. Alrededor del 29,6% de la población estaba bajo el umbral de pobreza nacional. 

## Personajes célebres
- Jim Henson
- Tyrone Davis